# 508
508 (DVIII) var ett skottår som började en tisdag i den julianska kalendern.

## Händelser

### Okänt datum
- Klodvig I etablerar Paris (Lutetia) som sin huvudstad. Han gör också romersk katolicism till officiell religion i Frankerriket.
- Alla floder i England fryser i över två månader.[1]

## Födda
- Theodora, den bysantinske kejsaren Justinianus I:s hustru (död 548)
- Xiao Ji
- Kejsar Yuan av Liang

## Avlidna
- Yuan Xie, kinesisk prins.

### Fotnoter
1. ↑  Stratton, J.M. (1969). Agricultural Records. John Baker. ISBN 0-212-97022-4